# 冯世妇
冯世妇（?—?），北齐文宣帝高洋的妃嫔，范阳王高绍义的母亲。
北齐被北周灭掉之後，高绍义逃到突厥，自立为北齐皇帝，年号武平。后来，突厥将他出卖，高绍义被北周所擒，其母冯世妇事迹不详。